# Sportovní areál Pisárky
Sportovní areál Pisárky se nachází v Brně, v části Pisárky, u řeky Svratky, poblíž pavilonu Anthropos. Původní střelnici nahradila počátkem 20. století cyklistická dráha, která byla později rozšířena o fotbalové hřiště a atletický ovál, na nichž v letech 1919 až 1939 působily sportovní oddíly klubu Moravské Slavie.

## Historie

### Střelnice
Brněnský měšťanský střelecký spolek získal v roce 1845 prostor bývalých lázní Josepha Vinzenze Bayera v Pisárkách a do dvou let si zde nechal postavit střelnici s budovou ve stylu pozdního empíru či neoklasicismu. Postupně byla rozšířena o letní restauraci s velkým společenským sálem.
V červnu 1892 navštívil střelnici císař František Josef I. při IV. rakouských spolkových střelbách. Dominantou byla rovněž mohutná 60 metrů dlouhá a až 7 metrů vysoká zeď, která zřejmě plnila funkci ochranného valu při střelbě.

### Příchod atletů a fotbalistů
V roce 1892 se cyklisté v německému cyklistickému klubu Brünner Radfahrer Bundu rozhádali natolik, že část členů odešla a založila Brünner Bicycle-Club. Jeho předsedou se stal bankovní prokurista Franz Penn a počátkem 20. stol. dohodl v areálu zřízení 400 metrů dlouhé cyklistické dráhy, tak jako na nedalekém velodromu.
Uvnitř dráhy bylo později vytvořeno fotbalové hřiště, kde hrál své zápasy i jeden z prvních německých fotbalových klubů DFC Brünn. Kromě cyklistických závodů se zde konaly také atletické mítinky, například mistrovství Moravy v roce 1907.

### Stadion Moravské Slavie
Tyto pozemky po první světové válce získal klub Moravská Slavia, který zde v domnění, že celý pozemek patří obci, začal budovat svůj stadion. Z nenadání se přihlásili ještě dva majitelé pozemků, a to Německý dům a Brünner Schützenverein, což ohrozilo tehdejší záměry. Zásluhou ing. Theimra se zjistilo, že šlo o záhadný odprodej obecního pozemku Německému domu, čímž se převod stal sporným a Nejvyšší soud ho vyhodnotil ve prospěch obce. V září 1919 zde klub u příležitosti otevření stadionu uspořádal Všesportovní slavnost. V období mezi světovými válkami se v Pisárkách odehrávaly prakticky všechny významné brněnské atletické závody, včetně těch mezistátních.
V roce 1921 byly zřízeny atletické bariéry, tribuna pro 600 osob, převlékárny, sprchy a provedeno odvodnění celého prostoru drenáží. Provedením celého stavebního programu se hřiště stalo také díky svému přirozenému zasazení do krajiny jedním z nejkrásnějších fotbalových a atletických stadiónů své doby. Stadion byl vybudován podle projektu ing. Rudolfa Fleitchera se 400 m dlouhou škvárovou dráhou a hledištěm pro 7 000 diváků.
Od roku 1924 zde klub provozoval také tenisové dvorce.
Dne 26. května 1926 se zde uskutečnilo první ragbyové utkání v Československu mezi týmy Moravské Slávie a AFK Žižka (31:17).
V říjnu 1931 zde bylo dosaženo vyrovnání světového rekordu ve vrhu koulí, kdy František Douda výkonem 16,04 metrů vyrovnal světový rekord Emila Hirschfelda z 26. srpna 1928.
Dne 14. dubna 1935 zde startovalo Mistrovství ČSR v lesním běhu.
V sezónách 1935/36 a 1936/37 zde odehrál fotbalový oddíl Moravské Slavie své historicky nejúspěšnější období, kdy patřil do nejvyšší fotbalové ligy.
Po okupaci v roce 1939 dostala Moravská Slavia ze svých sportovišť výpověď a stadion v Pisárkách převzala německá správa Brna. Klub se s okupační správou soudil a nakonec získal náhradou 100 000 korun a pozemek v královopolské cihelně. Tam ve velmi krátkém čase vybudoval nové hřiště. Wehrmacht si následně nad stadionem postavil pro své vojáky dřevěné bungalovy.

### Poválečný vývoj
V roce 1945 bylo zničené hřiště v Pisárkách nabídnuto zpět Moravské Slavii, ta se však rozhodla raději zůstat na vybudovaném hřišti v Králově Poli. Stadion tak získali atleti Včely Brno. Po zániku jejich klubu v roce 1949 byl po zbytek 20. století areál využíván cvičenci Vojenské akademie a později Univerzity obrany pod názvem Posádkový stadion a posléze Stadion UO Brno.
V roce 2019 převedlo ministerstvo obrany celý areál bezplatně městu Brno za podmínky vybudování nového sportovně-rekreačního komplexu do roku 2023. Podmínka nebyla splněna, ale její termín byl po dohodě obou stran prodloužen do roku 2028. Jinak hrozilo, že město bude muset pozemky státu vrátit, nebo platit pokutu 100 000 korun za každý měsíc zpoždění.

## Současnost

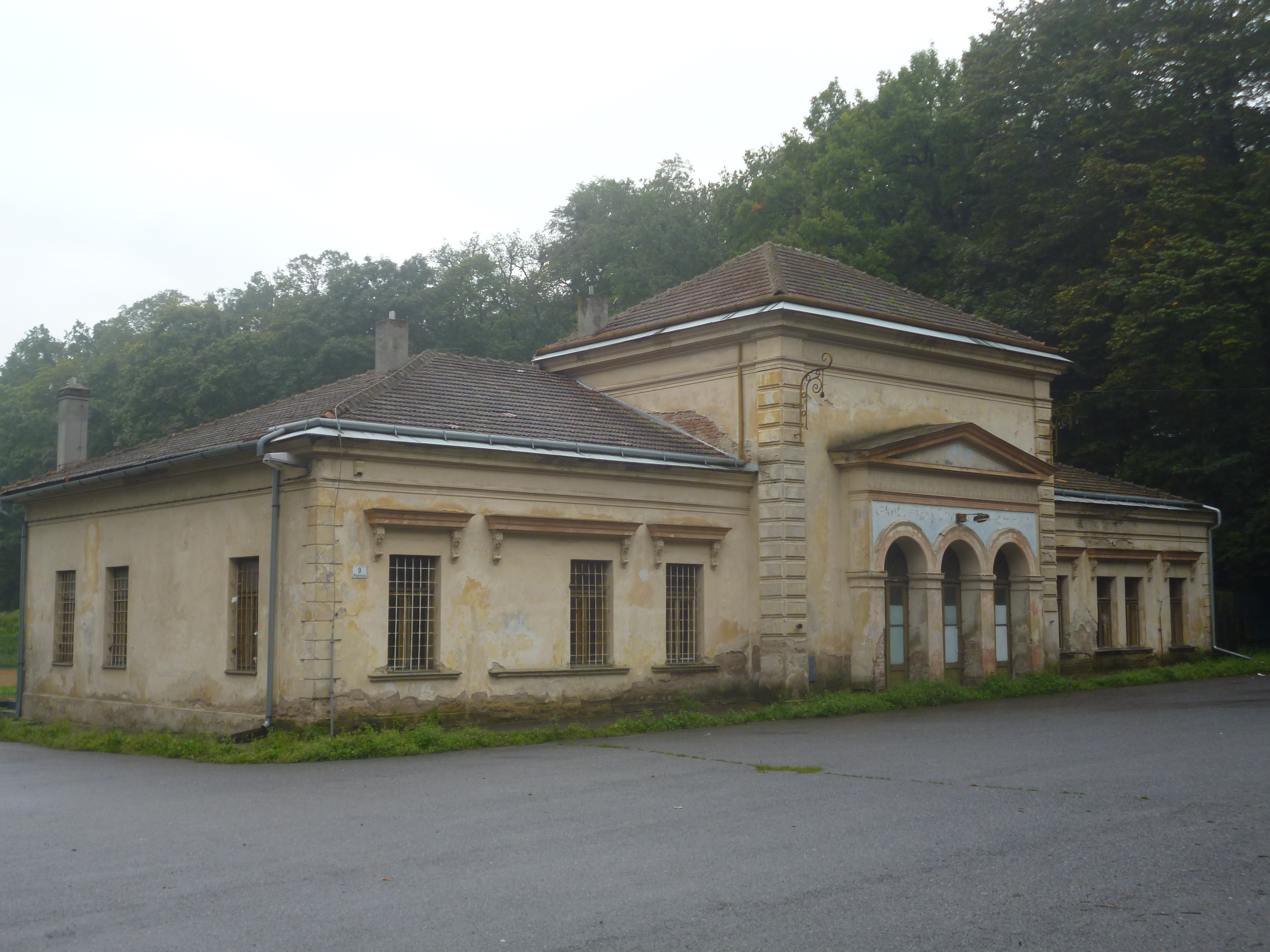
Budova střelnice u hlavního vstupu k hřišti (září 2014)

Dochovaly se 4 historické objekty, které jsou předmětem památkové ochrany:
- budova střelnice (u hlavního vstupu k hřišti),
- budova restaurace (pod křižovatkou ulic Pisárecká a Antonína Procházky),
- budova bývalých lázní a zázemí restaurace (vedle budovy restaurace), a
- střelecká zeď s věžemi (na jižním konci areálu).

Budova restaurace je využívána pro ubytovací a restaurační služby, bývalý stadion slouží jako odstavná plocha pro Anthropos nebo jako parkoviště pro návštěvníky nedalekého koupaliště Riviéra. Celý areál však čeká na revitalizaci (viz níže Budoucí rozvoj).
V dřevěných bungalovech nad stadionem sídlí autoservis či truhlářské dílny.

## Budoucí rozvoj
V plánu je vybudování moderního sportovně-rekreačního areálu "Za Anthroposem", který bude přístupný veřejnosti všech věkových kategorií. Areál bude respektovat historickou hodnotu místa s budovami bývalé střelnice. Cílem je vytvořit harmonické prostředí pro sport i rekreaci, propojené s okolní přírodou a historickými objekty.
Součástí areálu bude široká škála sportovišť, včetně hřišť pro malou kopanou, futsal, plážové sporty, inline dráhy, pumptrack, lezecké stěny, tělocvičny a dětská hřiště. Projekt zahrnuje také modernizaci dopravního napojení a lávku pro pěší i cyklisty přes Svratku, jenž areál propojí s cyklostezkami a nově opraveným koupalištěm Riviéra. Stavba by měla být dokončena v roce 2027.